# V391 Андромеды
V391 Андромеды (лат. V391 Andromedae) — двойная звезда в созвездии Андромеды на расстоянии приблизительно 2955 световых лет (около 906 парсеков) от Солнца. Видимая звёздная величина звезды — от +9,43m до +9,05m.

## Характеристики
Первый компонент — красный гигант, пульсирующая медленная неправильная переменная звезда (LB) спектрального класса M2. Масса — около 1,273 солнечной, радиус — около 155,579 солнечных, светимость — около 1053,695 солнечных. Эффективная температура — около 3402 K.
Второй компонент — коричневый карлик. Масса — около 57,65 юпитерианских. Удалён на 1,621 а.е..